# Parroquia Alonso de Ojeda
Alonso de Ojeda, anteriormente llamada Paraute, es una de las parroquias que forman parte del municipio Lagunillas, en el estado Zulia Venezuela. 
Anteriormente se llamaba Alonso de Ojeda , pero el ex alcalde del PSUV, Leonidas González, junto al Clez le cambió el nombre a la capital del municipio Lagunillas, Ciudad Ojeda a Ciudad Urdaneta y la Parroquia Alonso de Ojeda a Paraute, con la salida del alcalde, y la toma por parte del partido opositor de la región, los nombres fueron restaurados a como se llaman a un principio.

## Ubicación
Se encuentra entre la Parroquia Libertad al norte (carretera L) , la parroquia Eleazar López Contreras al este (carretera Lara - Zulia), la Parroquia Venezuela al sur (caño de la O) y el Lago de Maracaibo al oeste.

## Zona residencial
Se encuentra ocupada por Ciudad Ojeda, el resto de la parroquia es un área industrial compuesta por pozos petrolíferos. En las Morochas se encuentran numerosas empresas contratistas petroleras que operan en el Zulia, la localidad cuenta a su vez con muelles industriales.

## Geografía
El clima es de bosque tropical seco, el relieve es plano y la mayor parte de la parroquia (la parte urbana) se encuentra a escasa altura sobre el nivel del mar.

## Parroquia El Danto
El 5-3-2009 el Consejo Legislativo del Estado Zulia, aprobó la creación de la parroquia "El Danto", esta conformada por la población de El Danto y ocupa territorio de la Parroquia Alonso de Ojeda . La Parroquia El Danto inicio su existencia oficialmente en el 2010 cuando fueron electas sus autoridades correspondientes: concejales y miembros de juntas parroquiales.

## Cambio de nombre
El CLEZ anunció el 26 de noviembre de 2019, en su red social de Twitter, la aprobación en primera discusión de la reforma parcial a la Ley de División Político Territorial del Estado Zulia iniciada en enero de 2019, para el cambio del nombre de Ciudad Ojeda a Ciudad Paraute y la Parroquia Alonso de Ojeda se denominará Parroquia General Rafael Urdaneta del municipio Lagunillas, generando polémica entre los nacidos en la ciudad, quienes rechazan el nuevo nombre y así se han dedicado a hacerlo saber por diversos medios digitales.